# Chœur de rockers
Pour plus de détails, voir Fiche technique et Distribution.
Chœur de rockers est une comédie musicale française réalisée par Ida Techer et Luc Bricault et sortie en 2022.
Le film s'inspire de l'histoire vraie de la chorale dunkerquoise Salt and Pepper, fondée en 2010 et dirigée par Nathalie Manceau.

## Synopsis
À Dunkerque, Alex est la chanteuse d'un groupe de rock qui se produit dans les bars et boîtes de la ville. Divorcée et mère de deux enfants, elle peine à subvenir à ses besoins. Un jour, son amie Élodie lui propose de diriger une chorale de seniors. Elle lui signale que plusieurs (deux ? quatre ?) chefs de chœurs ont déjà renoncé au poste car les seniors en question sont apparemment pénibles.
Stéphane Veyrat, le maire et le chef d'Élodie, souhaite vivement que ces seniors, qui forment la chorale Arc-en-Ciel, chantent des chansons traditionnelles françaises. Alex leur fait donc travailler Le Pont de Nantes, mais les choristes se montrent effectivement assez indisciplinés.
L'un d'eux, André, découvre par hasard un soir qu'Alex est également chanteuse de rock. Il la filme sur son smartphone pour la montrer aux autres choristes, et plusieurs lui font aussitôt part de leur souhait de chanter du rock eux aussi. Stéphane Veyrat s'y oppose catégoriquement, car il estime que ce n'est plus de leur âge, et que cela ne correspond pas à son idée d'un spectacle familial.
Devant la détermination de ses élèves, Alex décide donc de leur faire répéter des classiques du rock en cachette. Les choristes font preuve d'un bel enthousiasme. Alex demande aux musiciens de son groupe de les rejoindre pour les répétitions. Pour les confronter à un public et les amener à venir à bout de leurs complexes. elle les confronte à un public difficile : les prisonniers de la maison d'arrêt locale.
Le jour du spectacle, le public semble apprécier, mais Stéphane Veyrat est très surpris et furieux. La chorale est dissoute et Alex, licenciée, doit accepter un poste de réceptionniste dans un hôtel. Plusieurs membres de l'ex-chorale dépriment. L'une d'elles, Irène, décède subitement, et tout le groupe se retrouve à ses obsèques. Son petit-fils témoigne du bien-être psychologique que sa grand-mère avait ressenti à chanter avec eux. Ils décident alors de faire revivre la chorale, et de la baptiser Salt and Pepper (poivre et sel).
La recherche de scènes où se produire s'avère difficile. Alex décide alors de faire preuve d'audace, et s'incruste avec les choristes dans un concert de Metallica pour chanter en première partie We will rock you, devant un public d'abord surpris puis conquis.

## Fiche technique
- Titre original : Chœur de rockers
- Réalisation : Ida Techer et Luc Bricault
- Scénario : Ida Techer, Julie Manoukian et Nemo Leno, d'après l'œuvre de Valérie Péronnet
- Photographie : Patrick Blossier
- Montage : Marie Silvi
- Décors : Emmanuelle Cuillery
- Costumes : Anne-Sophie Gledhill
- Production : Yves Marmion
- Société de production : UGC, France 3 Cinéma, Les Films du 24, Endemol Shine Group, Les Films du Premier et Les Films du Printemps
- Société de distribution : UGC
- Pays de production :  France
- Langue originale : français
- Format : couleur — 2,35:1
- Genre : Comédie musicale
- Durée : 91 minutes
- Dates de sortie :
  - France : 4 novembre 2022 (Arras), 28 décembre 2022 (en salles)

## Distribution
- Mathilde Seigner : Alex, chanteuse dans un groupe
- Bernard Le Coq : André, ancien patron de bar
- Anne Benoît : Betty, ancienne championne de concours de chant
- Andréa Ferréol : Irène, ancienne monitrice d'auto-école
- Brigitte Roüan : Philippine, ancienne enseignante
- Myriam Boyer : Nicole, ancienne vendeuse de rouge à lèvres
- Patrick Rocca : Noël, ancien ouvrier syndicaliste
- Armelle Deutsch : Élodie
- Guillaume Marquet : Stéphane Veyrat
- Yan Blakeley Gorodetzky : Yan, le batteur d'Alex
- Guillaume Zeller : Guillaume, le guitariste d'Alex
- Benoît Julliard : Benoît, le bassiste d'Alex
- Samir Arab : M. Ben Saïd
- Roxane Barazzuol : Chloé
- Kelyan Kezbari : Lucas
- Zoe Garcia : Manon
- Nicolas Wanczycki : Marc
- Annette Lowcay : Chantal, la femme de Noël
- Louis Berthélémy : Julien, le petit-fils d'Irène
- Cédric Le Maoût : le manager
- Nathalie Manceau : la coiffeuse
- les Salt and Pepper : les autres membres de la chorale

## Chansons utilisées dans le film
- Gabrielle (Johnny Hallyday)
- Le Pont de Nantes
- Tainted Love (Soft Cell)
- J'ai vu (Niagara)
- Souvenirs, Souvenirs (Johnny Hallyday)
- Ça (c'est vraiment toi) (Téléphone)
- Le Temps de l'amour (Françoise Hardy)
- Should I Stay or Should I Go (The Clash)
- Rock 'n' Dollars (William Sheller)
- Antisocial (Trust)
- One Way or Another (Blondie)
- Laissez-moi danser (Monday, Tuesday) (Dalida)
- Space Oddity (David Bowie)
- We Will Rock You (Queen)

## Accueil

### Accueil critique
Le film obtient une note moyenne de 3.3/5 sur la base de 6 critiques sur le site Allociné. Les critiques qualifie de film de "feel-good movie", mais l'estiment parfois convenu et sans surprises.

## Commentaires
- Le titre du film s'inspire de la chanson Cœur de rocker de Julien Clerc.
- Dans le film, Irène (Andréa Ferreol) est fan de David Bowie. Aussi elle demande à sa coiffeuse de lui reproduire la coiffure de Ziggy Stardust (+ l'éclair tatoué à l'oeil droit), personnage que Bowie a incarné durant 2 albums en 1972-73.
- L'aspect du film est assez proche de celui de The Full Monty (1997). Un concept déjà réutilisé dans Les Reines du ring (2013) puis Si on chantait (2021). On y retrouve une action se déroulant dans une ville industrielle d'une région du Nord (ici Dunkerque) et des personnages ordinaires poursuivant une idée insensée.